# Methana-félsziget

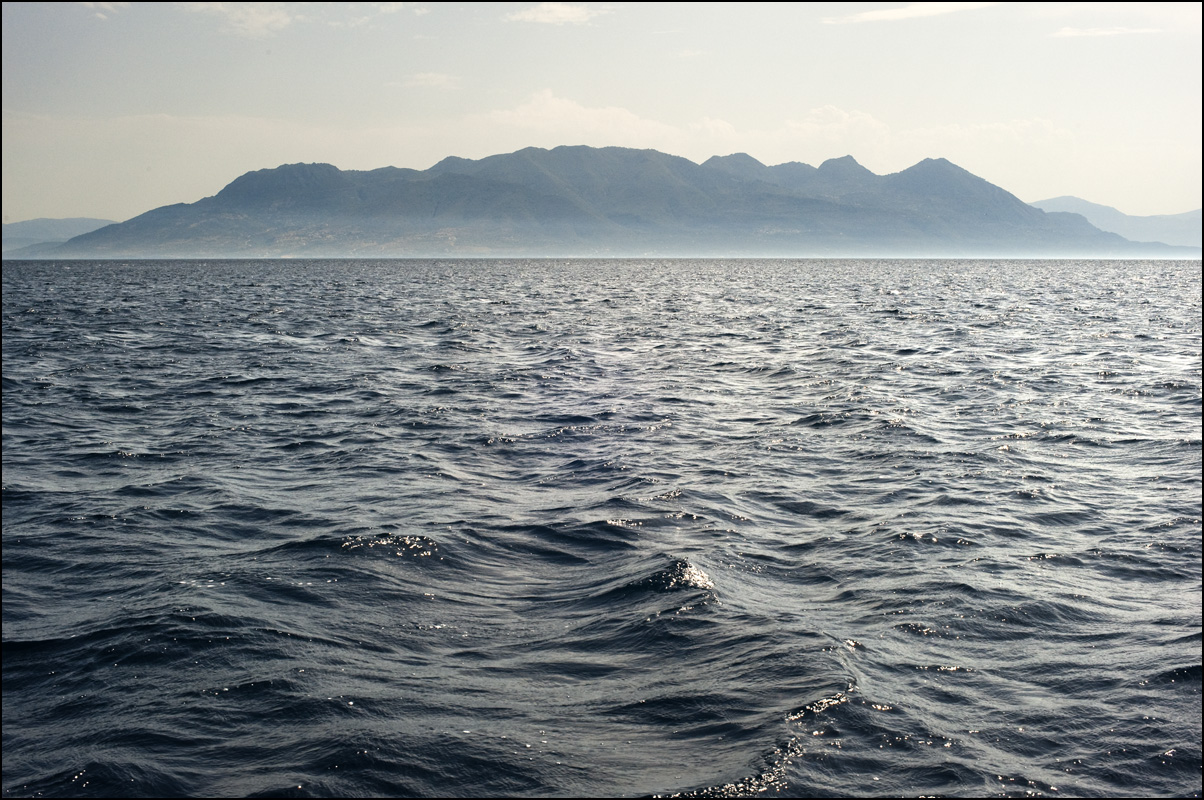
A Methana-félsziget látképe

A Methana-félsziget a görögországi Peloponnészosz egyik kis vulkanikus eredetű félszigete, amely egy keskeny nyéllel csatlakozik a szárazföldhöz, és mintegy 50 km-re délnyugatra található Athéntól, az ország fővárosától.

## Földtani leírása
A Methana-félszigeten 32 különálló vulkán található, köztük a félsziget (és az itt található kisváros) névadójának tekinthető Methana-vulkán, amely javarészt andezit és dácit anyagú lávadóm. A félszigeten a vulkáni tevékenység körülbelül egymillió évvel ezelőtt kezdődhetett, és a vulkáni aktivitás folyamatos volt egészen kb. 300 évvel ezelőttig. A térség utolsó ismert kitörése egy Kameni Horától északra található, tenger alatti vulkánhoz kötődik, az 1700-as évből. A Kameni Hora nevű vulkánnak is volt kitörése a történelmi időszakban, Kr. e. 230-ban, ennek lávakúpja jelenleg is látható. Methana a Kükládok vulkanikusan aktívnak minősített területének északnyugati részéhez tartozik, kőzete az egész félszigeten többnyire dácit vagy andezit. A félszigeten egy termálforrás és több mofetta is ismert, továbbá számot tektonikus repedés szeli ketté a területet, ami emiatt meglehetősen földrengésveszélyes. Az egyik legnagyobb tektonikus repedés Methana városát is átszeli, kelet-nyugati irányban.

## Története
A  Methana-félsziget körülbelül Kr. e. 10.000 óta lakott, az első ismert települések mintegy 8000 éve jöttek itt létre. Az ásatások felszínre hozták egy falu és egy szentély maradványait is a mükénéi korból, Methana városa közelében. Az itt feltárt – javarészt a Kr. e. 1500-1200 közötti időszakból származó – leletek részben a póroszi, részben a pireuszi múzeumba kerültek. Találtak itt ősi szentélyeket a Kr. e. 800-700 közti időszakból (például egy geometrikus templomot Kunupitsza faluban), és két akropoliszt (Paliokasztro Akropolisz és Oga Akropolisz), továbbá több régi tanyagazdaság maradványait.
Az ókori írók közül Ovidius, Sztrabón és Pauszaniasz is beszámolt a Kameni Hora vulkán kitöréséről, Pauszaniasz még hőforrások keletkezéséről is hírt adott a kitörés után. Az újabb korokból is épület és szentély nyomai kerültek elő, a félsziget délnyugati partvidékének középtáján elterülő Vathi (Vathy) falu közelében, valamint a Paliokasztro hegyen és körülötte. Methana egy időben szintén föníciai bázis is volt, Arszinoé néven.

## Fordítás
- Ez a szócikk részben vagy egészben  a   Methana Volcano című angol Wikipédia-szócikk fordításán alapul.  Az eredeti cikk szerkesztőit annak laptörténete sorolja fel. Ez a jelzés csupán a megfogalmazás eredetét és a szerzői jogokat jelzi, nem szolgál a cikkben szereplő információk forrásmegjelöléseként.